# الخراب (الرياشية)

تعديل مصدري - تعديل

الخراب هي إحدى قرى عزلة ثمن الرياشية بمديرية الرياشية التابعة لمحافظة البيضاء، بلغ تعداد سكانها 949 نسمة حسب تعداد اليمن لعام 2004.